# Jaume Ramon Vila
Jaume Ramon Vila (Barcelona, 1569/1570 - 1638) fou un heraldista, sacerdot, i prevere de la catedral de Barcelona. Natural de Barcelona, fill de Jaume Vila i Joana d'Hortis, provenia d'una família noble d'origen empordanès.
En J.R. Vila va tindre al seu abast una enorme biblioteca personal, que mercès a la fortuna familiar no deixà d'engrandir, també amb còpies manuscrites de volums pertanyents a biblioteques particulars. La seva obra va tenir una notable influència en historiadors, heraldistes i polítics posteriors, especialment en el context de la defensa de la història i la cultura catalanes en un moment d'integració a la monarquia hispànica.

Morí a Barcelona i fou enterrat, segons la seva voluntat, a l'església del Monestir de Sant Jeroni de la Murtra on havia fet donació dels seus treballs. Sobre la làpida del sepulcre Torres i Amat esmenta el següent epitafi inscrit en llatí: Hic requiescit corpus Jacobi Raymundi Vila presbyteri: qui obiit die VI mensis januarii M DCXXXVIII, Cujus anima requiescat in pace.

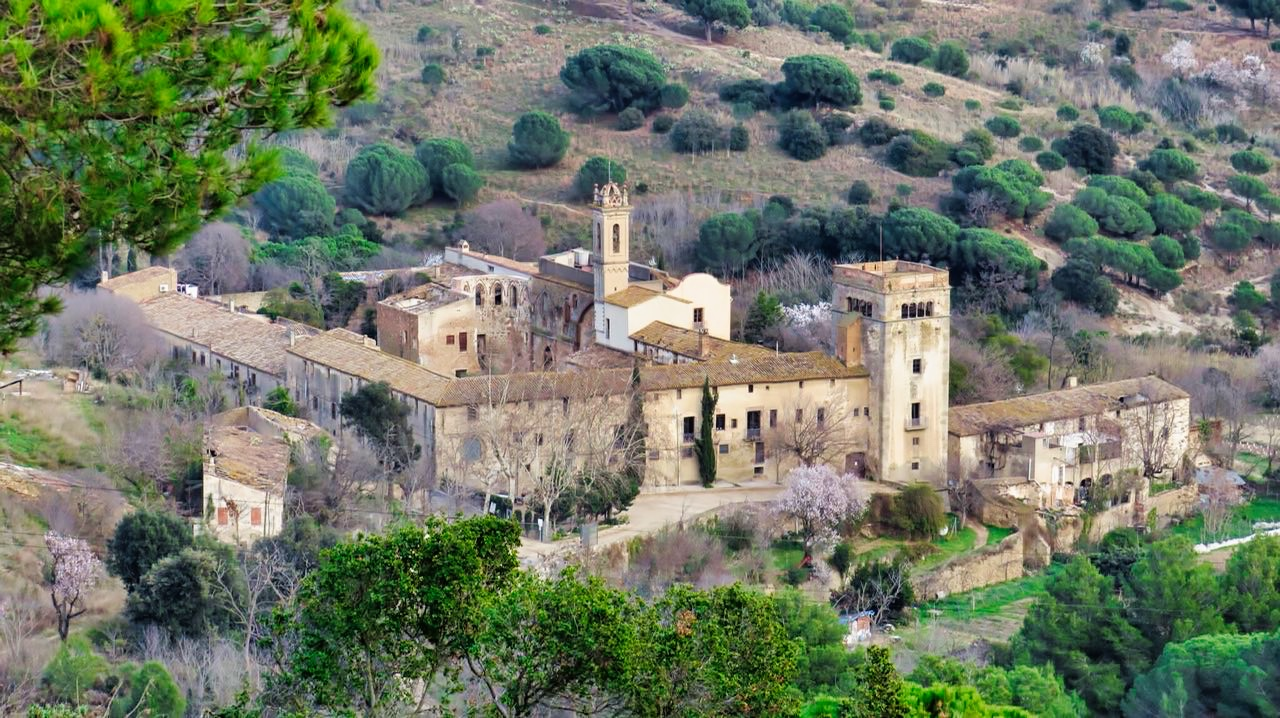
Monestir de Sant Jeroni de la Murtra

Els manuscrits van romandre allà durant el segle XVII i van ser consultats per diversos erudits, com ara Pere de Marca i Jaume Caresmar. L'any 1835, el monestir va patir un incendi durant els avalots anticlericals, però el pare Casamada va aconseguir salvar uns seixanta volums, entre ells els quatre llibres del Tractat d'armoria. Posteriorment, aquests manuscrits van passar per diverses mans, fins a arribar la seva majoria als arxius on es conserven actualment, com ara l"Armoria", que es conserva a la BNC.

## Biografia
Jaume Ramon Vila i Hortís (Barcelona, 1570-1638) era fill de Jaume Vila (ciutadà honrat de Barcelona) i Joana d'Hortis (noble). Esdevenint hereu universal després de la mort del seu germà Geroni i els seus successors, vivia de les rendes de diverses propietats al Born i al carrer Ample de Barcelona.
L'escut familiar estava quarterat amb elements dels Vila de l'Empordà (una vila emmurallada d'argent) i dels Ortiz (tres faixes d'atzur). El disseny de l'escut seguia un estil germànic, fet abans de l'estandardització de les normes heràldiques.
Ordenat sacerdot el 1596 o 1597, entre el 1597-1600 en Vila fou administrador eclesiastic de l'Hospital de la Misericòrdia de Barcelona.

### Relació amb el Monestir de Sant Jeroni de la Murtra

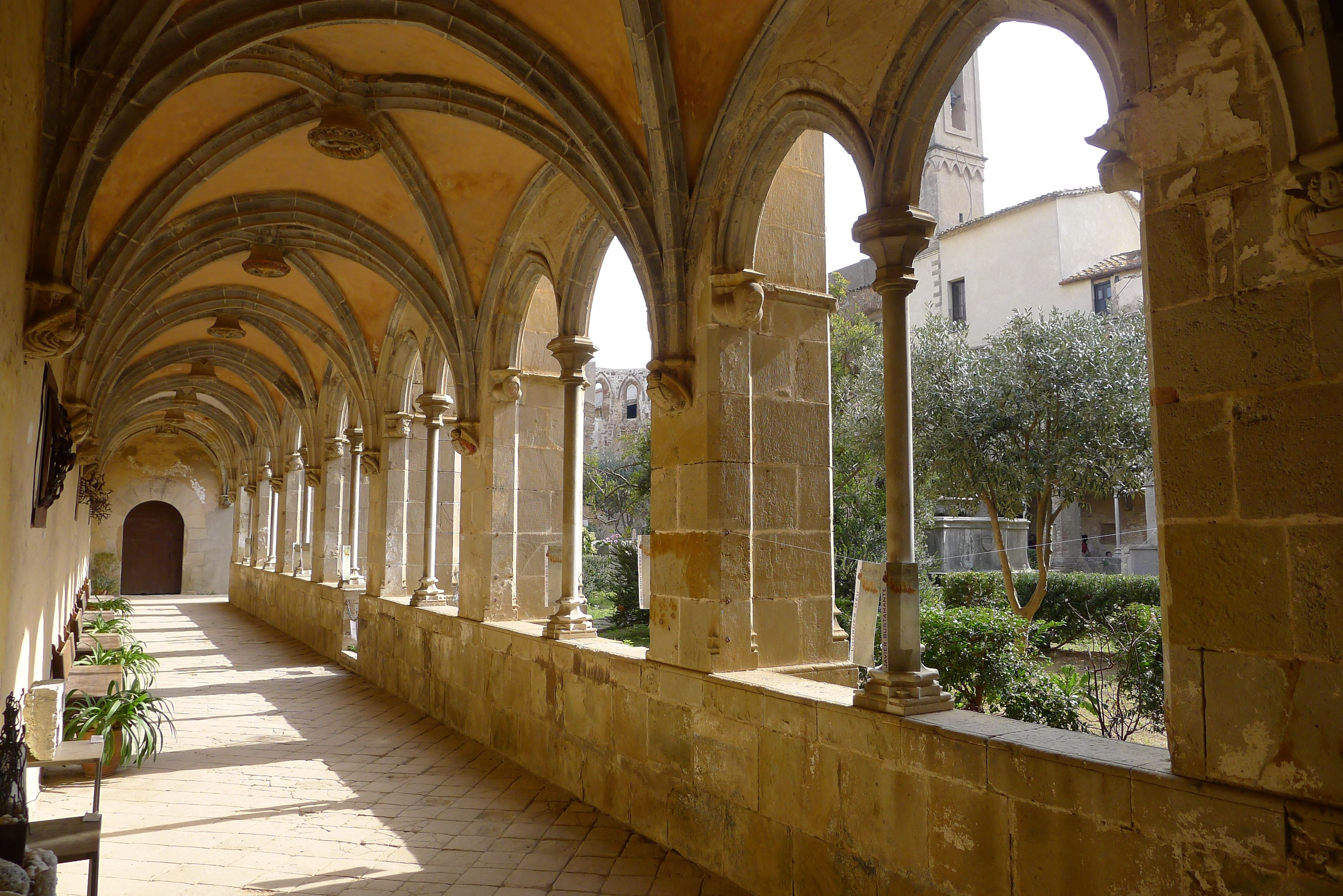
Claustre de Sant Jeroni de la Murtra

Jaume Ramon Vila va començar a visitar el monestir gràcies a la seva amistat amb el pare Andreu Comes. Es sap que hi feia estades regulars de deu dies, dues o tres vegades l'any. Durant aquestes visites, es comportava com un religiós més, tenia un patge al seu servei i pagava puntualment totes les despeses.

#### Contribucions al monestir
En Vila realitzà importants contribucions al monestir:
- arquitectòniques, com ara la construcció del que es coneix com "l'obra nova".
- artístiques i litúrgiques, atès que donà estàtues, encarregà peces d'ornamentació, deixà quadres i altres elements decoratius per a l'església, reliquiaris, i ornaments, i vestidures de dir missa.
- Biblioteca personal. En J.R. Vila va bastir una de les biblioteques més importants del seu temps, que va llegar íntegrament al monestir amb la condició de romandre unitària i no sortir del monestir sota cap circumstància.

### Testimoni en la beatificació de Francesc de Borja
Jaume Ramon Vila va participar com un dels quinze testimonis en el procés de beatificació de Francesc de Borja, que va tenir lloc l'1 de març de 1611 al palau episcopal de Barcelona davant del bisbe electe Joan de Cardona.
El seu testimoniatge es va centrar en dues aportacions principals: la gestió de Borja a la Universitat, destacant el seu paper en l'establiment de l'Estudi general, i la seva intervenció pacificadora en els conflictes nobiliaris, específicament en el cas del vescomtat de Cabrera i de Bas.
La singularitat del testimoniatge de J.R. Vila rau en diverses dimensions. En primer lloc, Vila va ser l'únic testimoni que va esmentar la mediació de Borja en els conflictes nobiliaris, reflectint el seu especial interès i coneixement en aquesta matèria. En segon lloc, va basar el seu testimoni en una àmplia gamma de fonts bibliogràfiques, incloent-hi històries papals, escrits del propi Borja i obres d'autors com Francisco Ribera i Diego de Yepes, i perquè emprà bibliografia general que tractava principalment la seva etapa com a jesuïta. Això és rellevant perquè amplia la perspectiva del testimoniatge més enllà del context local.
La contribució més significativa de Vila va ser la seva participació en la transformació de la imatge de Borja, reinterpretant-lo d'un cortesà renaixentista a un sant barroc. Aquest canvi va implicar la reconfiguració de les virtuts cortesanes de Borja en virtuts cristianes, adaptant-les a la sensibilitat religiosa de l'època barroca. Per exemple, la seva renúncia al ducat de Gandia es va reinterpretar com a menyspreu pels béns terrenals, i la seva dedicació a l'estudi es va presentar com a devoció espiritual.
Aquesta interpretació barroca de Borja, caracteritzada per una pietat rigorosa i una mística vinculada al dolor i la mort, ha perdurat fins a l'actualitat, demostrant l'efectivitat d'aquesta reconfiguració històrica.

### Mort i llegat
Va morir el 6 de gener del 1638, segons consta a la làpida sepulcral de la capella de la Concepció, on demanà ser sebollit. Llegà el seu patrimoni i biblioteca al monestir.
Posteriorment a la seva mort, al monestir de Sant Jeroni de la Murtra s'escrigueren manuscrits sobre Vila per honrar la seva figura com a benefactor, i per documentar tot allò relacionat amb la seva herència, ja que hi va haver un llarg plet amb part de la família d'en J.R. Vila.  En un manuscrit del monestir diu d’ell que «era molt patrício y fill de sa pàtria, enemich mortal de castellans y de sa supèrbia y arrogància. Era molt llegit en matèria d’humanitat. No eixia llibre de història que ell no l’agués, costàs que costàs, y tots los llegia, y notava lo dia y any que·l començava y acabava de llegir-los».
És important esmentar que part de la seva producció escrita, específicament els esborranys de les seves obres, no s'han conservat i es consideren perduts. I la mateixa sort patí molt del patrimoni artístic que va llegar al monestir, atès que es va perdre durant el saqueig de 1835.

## Context polític

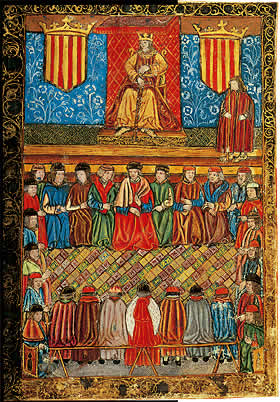
Les Corts Catalanes segons una miniatura d'un incunable del segle xv

En el context dels protonacionalismes europeus del segle XVII, que portarien als futurs estats nació, i la competència entre narratives històriques, Jaume Ramon Vila va ser membre destacat d'un cercle erudit barceloní (1620-1630) dedicat a protegir la història catalana. Aquest grup, que incloïa figures com Rafael Cervera, Francesc de Montcada, Dídac de Rocabertí, Fabrici Ponç de Castellví, Felip Vinyes, Dídac de Montfar o Jeroni Pujades, i potser el comte de Guimerà, o l'Esteve de Corbera, va ser actiu abans de la Guerra dels Segadors.
Dins aquest context de fixació de narratives històriques, es pot esmentar que el 1564 les Corts catalanes convocaren la creació d'una plaça de cronista oficial per a confeccionar una Història general de Catalunya. Aquesta plaça fou paral·lela a l’atorgada per la Cort del regne d’Aragó a Jerónimo Zurita. Però a Catalunya no arribà a concedir-se, provocant un greuge comparatiu amb els cronistes oficials d’Aragó (Zurita i continuadors), i els cronistes reials castellans (Florian d’Ocampo, Ambrosio de Morales, Juan de Mariana). Tot i això, alguns dels aspirants a la plaça de cronista oficial, Francesc Calça, Onofre Manescal, Antoni Viladamor, Pere Gil i Jeroni Pujades, acabaren fent Cròniques per compte propi, com és el cas de la Crònica Universal del Principat de Catalunya, d'en Pujades.
En Jeroni Vila va criticar obertament les "falcedats" d'historiadors castellans, específicament Garibay, per la seva "malícia" en tractar la història catalana, o en Zurita, atès que diversos historiadors castellans tendien a minimitzar el paper de la Corona catalanoaragonesa en la història d'Espanya, assimilant-la amb la història de Castella. Les anotacions marginals d'en Vila mostren un patriotisme català i sentiment anticastellà, així com suport al comte Jaume d’Urgell al compromís de Casp. Aquest context coincideix amb un període de creixent tensió entre la Corona Castellana i la Corona d'Aragó, i l'acció política del Comte-duc d'Olivares, considerat iniciador de la catalanofòbia moderna.
Tot i ser un intel·lectual rigorós, l'època va veure publicacions poc acurades d'ambdós bàndols. Sovint es considera a en Vila precedent de la historia que posteriorment desenvoluparen els «historiadors romàntics» catalans del segle xix, i els seus treballs han sigut progressivament arraconats pels historiadors espanyols.

## Mètode de treball
Prenent com a exemple el seu Dietari, es pot veure la manera que Jaume Ramon Vila confeccionava els seus escrits.

### Perspectiva general i enfocament acadèmic
El Dietari de Jaume Ramon Vila representa un mètode de documentació complex i estratificat, propi dels erudits del seu temps. El text revela un enfocament meticulós de l'escriptura que implica diverses etapes de presa de notes, redacció i revisió acurada, característic de les millors obres historiogràfiques i heràldiques de l'època: Recerca metòdica, documentació acurada, revisió contínua, i intenció de crear un registre historiogràfic complet.

### Metodologia de la redacció

#### Documentació
El procés de redacció de Vila començava amb l'acumulació de materials, com ara documents oficials i consulta d'arxius (Arxius Reials de Barcelona, etc.). Jaume Ramon Vila era deliberat en la selecció de materials, prenent decisions segons la significança dels materials. Per això, llegia i copiava documents però escollia no incloure'ls al text final, i feia referència a fonts consultades sense transcriure-les completament.
Per un altre costat, la correspondència era una eina fonamental per als erudits per compartir informació i debatre sobre temes històrics. Cal tindre en compte la dificultat per obtindre informació en aquella època. Mitjançant d'una carta datada el 31 de març de 1622, es pot veure J.R. Vila com mantenia correspondència amb el Comte de Guimerà, Gaspar Galceran de Pinós i Castro, i es pot veure el funcionament de les xarxes intel·lectuals a la Catalunya del segle XVII. En J.R. Vila estava treballant en el seu "Tractat d'armoria", l'obra monumental sobre heràldica catalana, que inicialment centrada en les armes dels cavallers catalans, es va ampliar per incloure les dels Nou barons de la Fama i Otger Cataló, el braç eclesiàstic i reial, i finalment les de l'Església romana i els reis de Catalunya.
Aquesta correspondència també demostra la interconnexió entre els erudits catalans: Vila estava al corrent del treball d'Esteve de Corbera sobre "Cataluña ilustrada" i mantenia una postura crítica sobre els "Diálogos" d'Antoni Agustí. La resposta del comte de Guimerà, expressant el seu desig d'aprendre de Vila, confirma el prestigi de l'autor com a expert en heràldica.

#### Compilació d'esborranys
Els esborranys no estaven inicialment organitzats sistemàticament. Servien com a repositori de notes sense ordre, recull de materials externs que donaven suport a la narrativa principal, i documents de treball que posteriorment es transformarien en textos més estructurats. Un aspecte únic de la redacció de Vila eren les seves referencies anticipades, atès que prenia notes sobre esdeveniments futurs, creava referencies creuades entre seccions del text, i emprava frases com "com veurem" per connectar parts de la narrativa.

#### Revisió, organització sistemàtica i flexibilitat narrativa
En transformar esborranys per al text final, Vila ordenava notes cronològicament, numerava llibres i capítols, creava un sistema de referència per evitar repeticions, i integrava notes originals amb documents externs.

## Obres
A causa del saqueig i incendi del monestir del 1835, molts treballs del Jaume Ramon Vila es perderen, així com la major part de la seva biblioteca. Tot i això, disperses en altres biblioteques han arribat alguns treballs originals, o traduccions.
No hi ha informació sobre la seva producció durant els primers trenta anys de vida, tot i que podria haver escrit obres sense deixar constància de la seva autoria. La seva activitat escrita documentada comença cap a l'any 1600, sis anys després d'ordenar-se sacerdot.
Es pot dividir la seva obra en treball privat -el seu dietari-, còpies d'obres, i treballs de compilació històrica.

### Còpies
Possiblement la seva activitat al monestir començà fent còpies d'obres que, habitualment, recollien esdeveniments històrics, com la fundació de Tarragona, o altres tractats heràldics, com les Cròniques de Desclot, el Llibre dels fets, la Crònica de cavallers de Catalunya, de Francesc Tarafa, de la qual s'ha perdut l'original, el Tractat d'armeria d'Antoni Agustí, o La Fi del Comte d'Urgell.

### Dietari

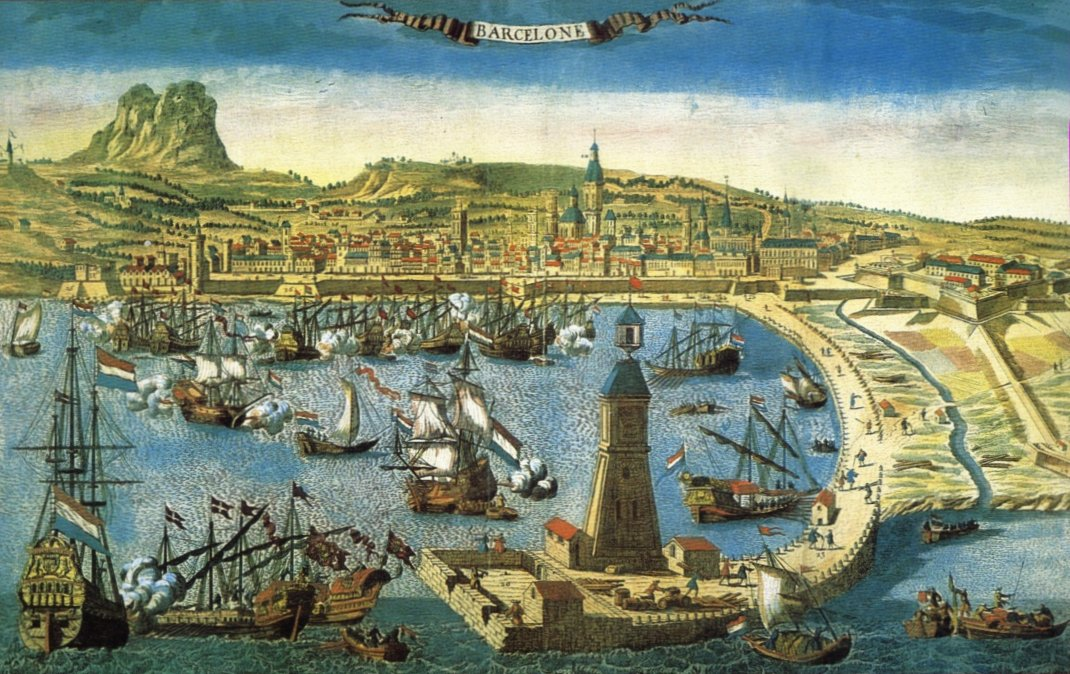
Barcelona

Jaume Ramon Vila va escriure un Dietari que cobreix els anys 1596-1601, conservat actualment a l'AHCB (ms. B-100). Aquest document, fragmentat i inèdit, registra esdeveniments significatius de Barcelona i el Principat, incloent la canonització de sant Ramon de Penyafort (1596), obres a la Diputació (1597), la fundació d'un hospital pels germans de Joan de Déu (1598), la visita de Felip II (1599), l'arribada del bisbe Ildefons Coloma (1599) i el canvi de moneda (1600).
Els investigadors situen la redacció del dietari cap al 1601, basant-se en referències temporals internes i en el patró d'ús de fonts documentals, que són més abundants en els primers anys descrits que en els darrers. El Dietari destaca per la seva metodologia historiogràfica rigorosa, amb Vila mostrant una preocupació constant per la veracitat i documentació dels fets, anticipant així pràctiques historiogràfiques modernes.
L'anàlisi suggereix que el manuscrit que ha arribat als nostres dies és probablement una còpia parcial del dietari original.

### Treballs de historiografia i heràldica

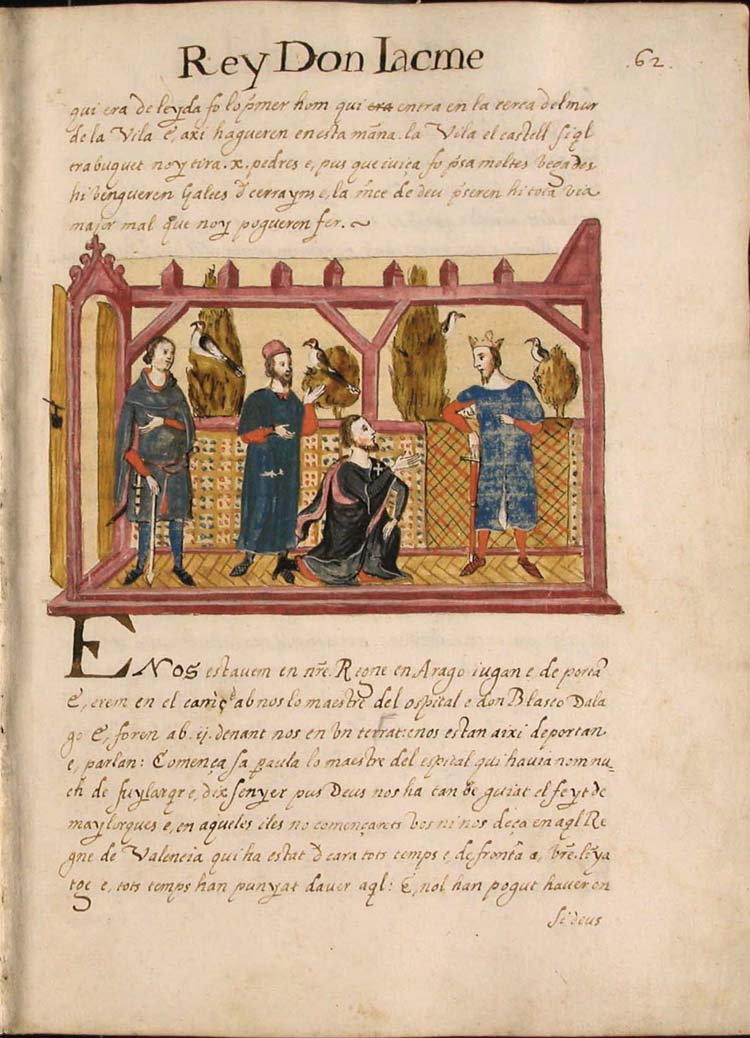
Història del rei Jaume

#### Tractat d'Armoria

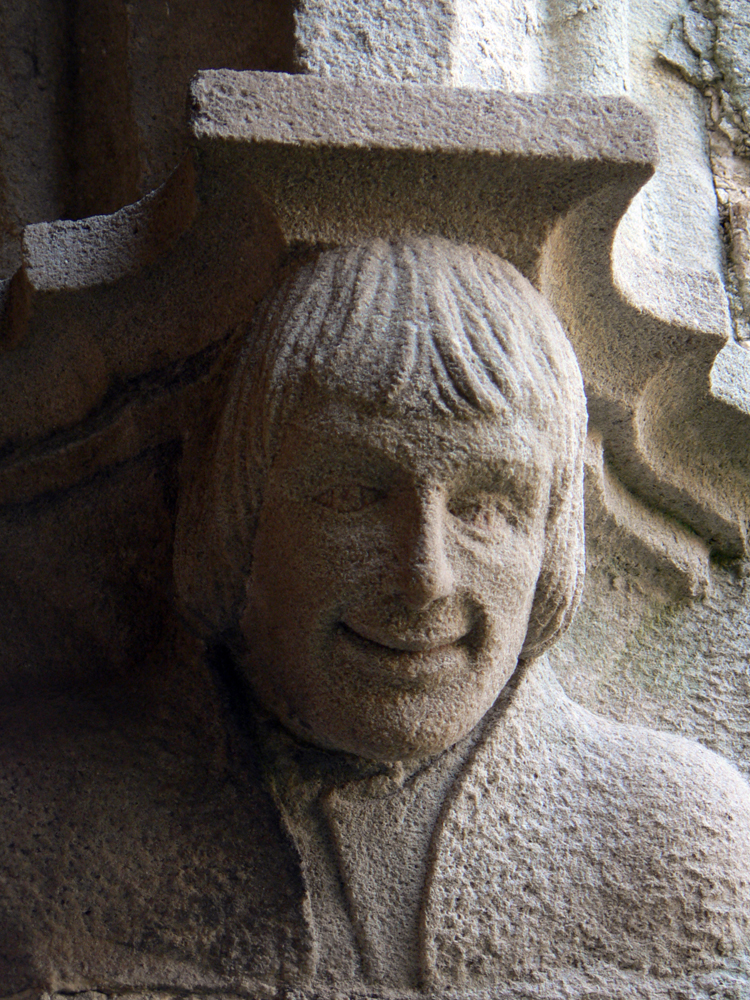
Possible estàtua de Cristòfol Colom a Sant Jeroni de la Murtra